# 科氏紅杜父魚
科氏紅杜父魚，為輻鰭魚綱鮋形目杜父魚亞目隱棘杜父魚科的其中一種，為深海魚類，分布於東大西洋摩洛哥至南非諾勒斯港海域，棲息深度300-700公尺，本魚體色從黑色到深褐色，腹部淡色，背鰭硬棘8枚、背鰭軟條16-17枚、臀鰭軟條12-13枚，體長可達30公分，棲息在底層水域，以甲殼類、橈腳類、多毛類等為食，生活習性不明。

## 扩展阅读
維基物種上的相關：科氏紅杜父魚